# MTV Movie Awards 1998
MTV Movie Awards 1998 var 1998-udgaven af MTV Movie Awards sendt på MTV. Dette blev afholdt den 30. maj 1998 i Santa Monica, Californien og showets vært var Samuel L. Jackson. Aftenens optrædener var Natalie Imbruglia, Wallflowers og Mase. Filmen Titanic havde aftenens absolut højeste antal nomineringer med i alt 8, hvoraf filmen vandt 2, inklusiv "Best Movie". Filmen Face/Off havde 6 nomineringer med 2 vundne priser, Men in Black 2 vundne priser ud af 5 nomineringer og filmene Good Will Hunting og Austin Powers: International Man of Mystery fik begge 4 nomineringer, hvor Austin Powers vandt en enkelt pris og Good Will Hunting ingen.

## Vindere og nominerede

### Best Movie
Titanic
- Austin Powers: International Man of Mystery
- Face/Off
- Good Will Hunting
- Men in Black

### Best Male Performance
Leonardo DiCaprio – Titanic
- Nicolas Cage – Face/Off
- Matt Damon – Good Will Hunting
- Samuel L. Jackson, Jackie Brown
- John Travolta – Face/Off

### Best Female Performance
Neve Campbell – Scream 2
- Vivica A. Fox – Soul Food
- Helen Hunt – As Good as It Gets
- Julia Roberts – Min bedste vens bryllup
- Kate Winslet – Titanic

### Best Breakthrough Performance
Heather Graham – Boogie Nights
- Joey Lauren Adams – Chasing Amy
- Rupert Everett – Min bedste vens bryllup
- Sarah Michelle Gellar – I Know What You Did Last Summer
- Jennifer Lopez – Selena

### Best On-Screen Duo
John Travolta & Nicolas Cage – Face/Off
- Matt Damon & Ben Affleck – Good Will Hunting
- Leonardo DiCaprio & Kate Winslet – Titanic
- Adam Sandler & Drew Barrymore – The Wedding Singer
- Will Smith & Tommy Lee Jones – Men in Black

### Best Villain
Mike Myers (som Dr. Evil)- Austin Powers: International Man of Mystery
- Nicolas Cage & John Travolta – Face/Off
- Gary Oldman – Air Force One
- Al Pacino – Djævelens advokat
- Billy Zane – Titanic

### Best Comedic Performance
Jim Carrey – Fuld af løgn (originaltitel: Liar Liar)
- Rupert Everett – Min bedste vens bryllup
- Mike Myers – Austin Powers: International Man of Mystery
- Adam Sandler – The Wedding Singer
- Will Smith – Men in Black

### Best Dance Sequence
"You Can Leave Your Hat On" sunget af Robert Carlyle, Mark Addy, William Snape, Tom Wilkinson, Paul Barber, & Hugo Speer – Det bare mænd
- "Soul Bossa Nova" optrådt af Mike Myers – Austin Powers: International Man of Mystery
- Cameron Diaz og Ewan McGregor – A Life Less Ordinary
- "Disco dance" optrådt af castet fra Boogie Nights – Boogie Nights

### Best Song From A Movie
"Men in Black" sunget af Will Smith – Men in Black
- "A Song for Mama" sunget af Boyz II Men – Soul Food
- "Mouth" sunget af Bush – An American Werewolf in Paris
- "My Heart Will Go On" sunget af Céline Dion – Titanic
- "Deadweight" sunget af Beck – A Life Less Ordinary

### Best Kiss
Adam Sandler & Drew Barrymore – The Wedding Singer
- Joey Lauren Adams & Carmen Llywelyn – Chasing Amy
- Matt Damon & Minnie Driver – Good Will Hunting
- Leonardo DiCaprio & Kate Winslet – Titanic
- Kevin Kline & Tom Selleck – In & Out

### Best Action Sequence
Speedbådsjagt – Face/Off
- T-Rex angriber San Diego – The Lost World: Jurassic Park
- Insekter angriber Bug attacks fortress – Starship Troopers
- Skib synker – Titanic
- Motorcykel/helikopter jagt – Tomorrow Never Dies

### Best Fight Sequence
Will Smith mod Cockroach – Men in Black
- Harrison Ford mod Gary Oldman – Air Force One
- Milla Jovovich mod Aliens – Det femte element
- Demi Moore mod Viggo Mortensen – G.I. Jane
- Michelle Yeoh mod the Bad Guys – Tomorrow Never Dies

### Best New Filmmaker
- Peter Cattaneo – Det bare mænd

### Lifetime Achievement Award
- Clint Howard

## Eksterne links
- MTV Movie Awards: 1998 at the Internet Movie Database